# Бейлівік
Бейлівік (англ. bailiwick) або бальяж (фр. bailliage) — зазвичай є територією юрисдикції судового виконавця (бальї або бейліфа), і колись також застосовувався до територій, на яких приватно призначений судовий виконавець виконував функції шерифа згідно з королівським або імперським наказом.
В англійській мові оригінальний французький бальї (bailie) поєднується з -wic, англосаксонським суфіксом (що означає село) і буквально означає «село судового виконавця» — оригінальний географічний обсяг бейлівіка, сфера юрисдикції бейліфа. Останнім часом термін використовується переважно в церемоніальному сенсі.

## Історія
Термін має походження від старофранцузького слова бальї (baili). Бальї в середньовічної Франції був королівським представником в бальяже, наділеним судовою владою, і виконував функції контролю за місцевою адміністрацією. У Південній Франції аналогом бальї був сенешаль. Адміністративна мережа бальяжів була створена в XIII столітті на основі середньовічних фіскальних (судових) чи податкових (baillie, звідси й назва) районів.
Бейлівік (нім. Ballei) був також територіальною одиницею Тевтонського ордена.
В англійській мові до французької основи був доданий англо-саксонський суфікс -wic, що позначав поселення (ср. вікарій). Новий термін був покликаний позначати буквально бейліфа сільської округи — фактичної території відповідальності бейліфа. В XIX столітті це слово в Америці стало використовуватися як метафора сфери діяльності, відповідальності, знань.
Сьогодні термін застосовують щодо Нормандських островів, які в адміністративних цілях згруповані в два бейлівіка:
- Бейлівік Джерсі, що включає в себе, крім самого Джерсі, незаселені острівці Мінкерс та Екреус;
- Бейлівік Гернсі, до якого належать власне Гернсі, Сарк, Олдерні, Брек, Херм, Джету та Ліху.

Кожний бейлівік управляється власним бейліфом.